# TJ Slovan Bzenec
Tělovýchovná jednota Slovan Bzenec je fotbalový klub, který sídlí v Bzenci v Jihomoravském kraji (okres Hodonín). Od sezony 2019/20 působí v Moravsko-Slezské divizi – sk. E (4. nejvyšší soutěž).
Klub byl založen roku 1928 sloučením Junioru Bzenec (existoval od roku 1922) a Slovanu Lideřovice a hrál většinou v okresních soutěžích. Původně se hrálo na Dúbravě, od sedmdesátých let je nový areál blízko zámku, který hostil i mezistátní zápasy (Mistrovství Evropy U16 v roce 2000, přátelské utkání žen České republiky a Slovenska).
Největším úspěchem klubu je vítězství v přeboru Jihomoravského kraje v roce 2016 a postup do Divize D.

## Slavní hráči
Nejslavnějšími hráči v minulosti byli Antonín Daněček (zvaný Bzenecký Bican) a Alois Pollák (zvaný Bzenecký Eusebio).
V současnosti je to Petr Kasala (* 15. dubna 1989), který je od roku 2007 nejlepším střelcem A-mužstva. Od historického postupu do nejvyšší jihomoravské soutěže nastřílel za Bzenec v období 2010/11 – 2014/15 rovných 100 branek (2010/11: 17, 2011/12: 13, 2012/13: 27, 2013/14: 14, 2014/15: 29). Za bzenecký Slovan vstřelil v období 2007/08 – 2015/16 celkově 176 branek (Krajský přebor: 135, I. A třída: 18, I. B třída: 23). V ročníku 2015/16 se potřetí stal nejlepším střelcem Přeboru Jihomoravského kraje, když se mu podařilo vsítit 35 branek, což je nový rekord soutěže (platné po konci sezony 2022/23). V sezoně 2016/17 se stal druhým nejlepším střelcem soutěže, když vstřelil 21 branku ve 25 startech. Stejný počet branek dal také Josef Křenek z SFK ELKO Holešov (ve 30 zápasech) a Pavol Masaryk z FK Hodonín (25 utkání). V sezoně 2017/18 se stal Petr Kasala nejlepším střelcem soutěže, když vstřelil 24 branky ve 26 startech. V sezoně 2018/19 dal 11 branek ve 28 startech, v sezoně 2019/20 vstřelil 8 gólů v 10 zápasech, v sezoně 2020/21 přidal 4 branky v 6 utkáních, v sezoně 2021/22 zaknihoval 13 přesných zásahů ve 20 střetnutích a v sezoně 2022/23 skóroval desetkrát ve 21 zápasech. Kasalova bilance za Bzenec v sezonách 2007/08 – 2022/23 je 267 branek (23 v I. B třídě, 18 v I. A třídě, 135 v krajském přeboru a 91 v divizi).

## Umístění v jednotlivých sezonách
Stručný přehled
- 1936–1937: II. třída BZMŽF – okrsek slovácký
- 1963–1964: I. B třída Jihomoravského kraje – sk. C
- 1972–1973: I. B třída Jihomoravského kraje – sk. D
- 1987–1988: I. A třída Jihomoravského kraje – sk. B
- 1990–1991: I. B třída Jihomoravského kraje – sk. B
- 1991–2002: I. A třída Středomoravské župy – sk. B
- 2002–2003: I. A třída Jihomoravského kraje – sk. B
- 2003–2009: I. B třída Jihomoravského kraje – sk. C
- 2009–2010: I. A třída Jihomoravského kraje – sk. B
- 2010–2016: Přebor Jihomoravského kraje
- 2016–2019: Divize D
- 2019– : Divize E

Jednotlivé ročníky
Legenda: Z – zápasy, V – výhry, R – remízy, P – porážky, VG – vstřelené góly, OG – obdržené góly, +/− – rozdíl skóre, B – body, červené podbarvení – sestup, zelené podbarvení – postup, fialové podbarvení – reorganizace, změna skupiny či soutěže
| Československo (1936 – 1939)             |                                                             |                                                             |                                                             |                                                             |                                                             |                                                             |                                                             |                                                             |                                                             |                                                             |                                                             |
| Sezóny                                   | Liga                                                        | Úroveň                                                      | Z                                                           | V                                                           | R                                                           | P                                                           | VG                                                          | OG                                                          | +/−                                                         | B                                                           | Pozice                                                      |
| 1936/37                                  | II. třída BZMŽF – okrsek slovácký                           | 5                                                           | 16                                                          | 5                                                           | 1                                                           | 10                                                          | 48                                                          | 46                                                          | +2                                                          | 11                                                          | 7.                                                          |
| ...                                      |                                                             |                                                             |                                                             |                                                             |                                                             |                                                             |                                                             |                                                             |                                                             |                                                             |                                                             |
| Protektorát Čechy a Morava (1939 – 1945) |                                                             |                                                             |                                                             |                                                             |                                                             |                                                             |                                                             |                                                             |                                                             |                                                             |                                                             |
| Sezóny                                   | Liga                                                        | Úroveň                                                      | Z                                                           | V                                                           | R                                                           | P                                                           | VG                                                          | OG                                                          | +/−                                                         | B                                                           | Pozice                                                      |
| ...                                      |                                                             |                                                             |                                                             |                                                             |                                                             |                                                             |                                                             |                                                             |                                                             |                                                             |                                                             |
| 1944/45                                  | Končila druhá světová válka, pravidelné soutěže se nehrály. | Končila druhá světová válka, pravidelné soutěže se nehrály. | Končila druhá světová válka, pravidelné soutěže se nehrály. | Končila druhá světová válka, pravidelné soutěže se nehrály. | Končila druhá světová válka, pravidelné soutěže se nehrály. | Končila druhá světová válka, pravidelné soutěže se nehrály. | Končila druhá světová válka, pravidelné soutěže se nehrály. | Končila druhá světová válka, pravidelné soutěže se nehrály. | Končila druhá světová válka, pravidelné soutěže se nehrály. | Končila druhá světová válka, pravidelné soutěže se nehrály. | Končila druhá světová válka, pravidelné soutěže se nehrály. |
| Československo (1945 – 1993)             |                                                             |                                                             |                                                             |                                                             |                                                             |                                                             |                                                             |                                                             |                                                             |                                                             |                                                             |
| Sezóny                                   | Liga                                                        | Úroveň                                                      | Z                                                           | V                                                           | R                                                           | P                                                           | VG                                                          | OG                                                          | +/−                                                         | B                                                           | Pozice                                                      |
| ...                                      |                                                             |                                                             |                                                             |                                                             |                                                             |                                                             |                                                             |                                                             |                                                             |                                                             |                                                             |
| 1963/64                                  | I. B třída Jihomoravského kraje – sk. C                     | 5                                                           | 22                                                          | 5                                                           | 2                                                           | 15                                                          | 30                                                          | 59                                                          | −29                                                         | 12                                                          | 12.                                                         |
| ...                                      |                                                             |                                                             |                                                             |                                                             |                                                             |                                                             |                                                             |                                                             |                                                             |                                                             |                                                             |
| 1972/73                                  | I. B třída Jihomoravského kraje – sk. D                     | 7                                                           | 26                                                          | 9                                                           | 4                                                           | 13                                                          | 33                                                          | 52                                                          | −19                                                         | 22                                                          | 12.                                                         |
| ...                                      |                                                             |                                                             |                                                             |                                                             |                                                             |                                                             |                                                             |                                                             |                                                             |                                                             |                                                             |
| 1987/88                                  | I. A třída Jihomoravského kraje – sk. B                     | 6                                                           | 26                                                          | 7                                                           | 8                                                           | 11                                                          | 41                                                          | 48                                                          | −7                                                          | 22                                                          | 11.                                                         |
| ...                                      |                                                             |                                                             |                                                             |                                                             |                                                             |                                                             |                                                             |                                                             |                                                             |                                                             |                                                             |
| 1990/91                                  | I. B třída Jihomoravského kraje – sk. B                     | 7                                                           | 26                                                          | 11                                                          | 3                                                           | 12                                                          | 55                                                          | 64                                                          | −9                                                          | 25                                                          | 9.                                                          |
| 1991/92                                  | I. A třída Středomoravské župy – sk. B                      | 6                                                           | 26                                                          | 10                                                          | 7                                                           | 9                                                           | 43                                                          | 40                                                          | +3                                                          | 27                                                          | 5.                                                          |
| 1992/93                                  | I. A třída Středomoravské župy – sk. B                      | 6                                                           | 26                                                          | 6                                                           | 7                                                           | 13                                                          | 41                                                          | 47                                                          | −6                                                          | 19                                                          | 11.                                                         |
| Česko (1993 – )                          |                                                             |                                                             |                                                             |                                                             |                                                             |                                                             |                                                             |                                                             |                                                             |                                                             |                                                             |
| Sezóna                                   | Liga                                                        | Úroveň                                                      | Z                                                           | V                                                           | R                                                           | P                                                           | VG                                                          | OG                                                          | +/−                                                         | B                                                           | Pozice                                                      |
| 1993/94                                  | I. A třída Středomoravské župy – sk. B                      | 6                                                           | 26                                                          | 8                                                           | 7                                                           | 11                                                          | 41                                                          | 61                                                          | −20                                                         | 23                                                          | 12.                                                         |
| 1994/95                                  | I. A třída Středomoravské župy – sk. B                      | 6                                                           | 26                                                          | 9                                                           | 4                                                           | 13                                                          | 43                                                          | 55                                                          | −12                                                         | 31                                                          | 12.                                                         |
| 1995/96                                  | I. A třída Středomoravské župy – sk. B                      | 6                                                           | 26                                                          | 8                                                           | 6                                                           | 12                                                          | 37                                                          | 57                                                          | −20                                                         | 30                                                          | 9.                                                          |
| 1996/97                                  | I. A třída Středomoravské župy – sk. B                      | 6                                                           | 24                                                          | 9                                                           | 6                                                           | 9                                                           | 47                                                          | 43                                                          | +4                                                          | 33                                                          | 6.                                                          |
| 1997/98                                  | I. A třída Středomoravské župy – sk. B                      | 6                                                           | 26                                                          | 14                                                          | 5                                                           | 7                                                           | 47                                                          | 36                                                          | +11                                                         | 47                                                          | 2.                                                          |
| 1998/99                                  | I. A třída Středomoravské župy – sk. B                      | 6                                                           | 26                                                          | 12                                                          | 7                                                           | 7                                                           | 65                                                          | 44                                                          | +21                                                         | 43                                                          | 2.                                                          |
| 1999/00                                  | I. A třída Středomoravské župy – sk. B                      | 6                                                           | 26                                                          | ...                                                         | ...                                                         | ...                                                         | ...                                                         | ...                                                         | ...                                                         |                                                             |                                                             |
| 2000/01                                  | I. A třída Středomoravské župy – sk. B                      | 6                                                           | 26                                                          | 9                                                           | 4                                                           | 13                                                          | 56                                                          | 62                                                          | −6                                                          | 31                                                          | 10.                                                         |
| 2001/02                                  | I. A třída Středomoravské župy – sk. B                      | 6                                                           | 26                                                          | 8                                                           | 8                                                           | 10                                                          | 56                                                          | 60                                                          | −4                                                          | 32                                                          | 10.                                                         |
| 2002/03                                  | I. A třída Jihomoravského kraje – sk. B                     | 6                                                           | 26                                                          | 4                                                           | 8                                                           | 14                                                          | 36                                                          | 73                                                          | −37                                                         | 20                                                          | 14.                                                         |
| 2003/04                                  | I. B třída Jihomoravského kraje – sk. C                     | 7                                                           | 26                                                          | 8                                                           | 5                                                           | 13                                                          | 37                                                          | 70                                                          | −33                                                         | 29                                                          | 10.                                                         |
| 2004/05                                  | I. B třída Jihomoravského kraje – sk. C                     | 7                                                           | 26                                                          | 10                                                          | 3                                                           | 13                                                          | 44                                                          | 50                                                          | −6                                                          | 33                                                          | 8.                                                          |
| 2005/06                                  | I. B třída Jihomoravského kraje – sk. C                     | 7                                                           | 26                                                          | 10                                                          | 5                                                           | 11                                                          | 51                                                          | 52                                                          | −1                                                          | 35                                                          | 6.                                                          |
| 2006/07                                  | I. B třída Jihomoravského kraje – sk. C                     | 7                                                           | 26                                                          | 10                                                          | 6                                                           | 10                                                          | 52                                                          | 56                                                          | −4                                                          | 36                                                          | 6.                                                          |
| 2007/08                                  | I. B třída Jihomoravského kraje – sk. C                     | 7                                                           | 26                                                          | 10                                                          | 4                                                           | 12                                                          | 39                                                          | 50                                                          | −11                                                         | 34                                                          | 9.                                                          |
| 2008/09                                  | I. B třída Jihomoravského kraje – sk. C                     | 7                                                           | 26                                                          | 17                                                          | 3                                                           | 6                                                           | 73                                                          | 41                                                          | +32                                                         | 54                                                          | 1.                                                          |
| 2009/10                                  | I. A třída Jihomoravského kraje – sk. B                     | 6                                                           | 26                                                          | 16                                                          | 5                                                           | 5                                                           | 60                                                          | 29                                                          | +31                                                         | 53                                                          | 2.                                                          |
| 2010/11                                  | Přebor Jihomoravského kraje                                 | 5                                                           | 30                                                          | 14                                                          | 3                                                           | 13                                                          | 48                                                          | 45                                                          | +3                                                          | 45                                                          | 8.                                                          |
| 2011/12                                  | Přebor Jihomoravského kraje                                 | 5                                                           | 30                                                          | 17                                                          | 3                                                           | 10                                                          | 55                                                          | 32                                                          | +23                                                         | 54                                                          | 5.                                                          |
| 2012/13                                  | Přebor Jihomoravského kraje                                 | 5                                                           | 30                                                          | 13                                                          | 4                                                           | 13                                                          | 67                                                          | 57                                                          | +10                                                         | 43                                                          | 8.                                                          |
| 2013/14                                  | Přebor Jihomoravského kraje                                 | 5                                                           | 30                                                          | 12                                                          | 5                                                           | 13                                                          | 52                                                          | 53                                                          | −1                                                          | 41                                                          | 10.                                                         |
| 2014/15                                  | Přebor Jihomoravského kraje                                 | 5                                                           | 30                                                          | 17                                                          | 5                                                           | 8                                                           | 68                                                          | 45                                                          | +23                                                         | 56                                                          | 4.                                                          |
| 2015/16                                  | Přebor Jihomoravského kraje                                 | 5                                                           | 32                                                          | 26                                                          | 1                                                           | 5                                                           | 102                                                         | 41                                                          | +61                                                         | 79                                                          | 1.                                                          |
| 2016/17                                  | Divize D                                                    | 4                                                           | 30                                                          | 11                                                          | 6                                                           | 13                                                          | 59                                                          | 63                                                          | −4                                                          | 39                                                          | 8.                                                          |
| 2017/18                                  | Divize D                                                    | 4                                                           | 28                                                          | 14                                                          | 3                                                           | 11                                                          | 68                                                          | 55                                                          | +13                                                         | 45                                                          | 7.                                                          |
| 2018/19                                  | Divize D                                                    | 4                                                           | 30                                                          | 11                                                          | 6                                                           | 13                                                          | 47                                                          | 56                                                          | −9                                                          | 39                                                          | 9.                                                          |
| 2019/20                                  | Divize E                                                    | 4                                                           | 13                                                          | 4                                                           | 3                                                           | 6                                                           | 20                                                          | 27                                                          | −7                                                          | 15                                                          | 9.                                                          |
| 2020/21                                  | Divize E                                                    | 4                                                           | 9                                                           | 5                                                           | 1                                                           | 3                                                           | 15                                                          | 18                                                          | −3                                                          | 16                                                          | 7.                                                          |
| 2021/22                                  | Divize E                                                    | 4                                                           | 26                                                          | 8                                                           | 8                                                           | 10                                                          | 36                                                          | 44                                                          | −8                                                          | 32                                                          | 10.                                                         |
| 2022/23                                  | Divize E                                                    | 4                                                           | 26                                                          | 8                                                           | 6                                                           | 12                                                          | 45                                                          | 62                                                          | −17                                                         | 30                                                          | 10.                                                         |
| 2023/24                                  | Divize E                                                    | 4                                                           | 30                                                          | 19                                                          | 5                                                           | 6                                                           | 80                                                          | 31                                                          | +49                                                         | 62                                                          | 2.                                                          |
| 2024/25                                  | Divize E                                                    | 4                                                           | 28                                                          | 16                                                          | 2                                                           | 10                                                          | 59                                                          | 50                                                          | +9                                                          | 50                                                          | 3.                                                          |

- 2009/10: Postoupilo taktéž vítězné mužstvo FC Vracov.
- 2019/20 a 2020/21: Tyto sezony byly předčasně ukončeny z důvodu pandemie covidu-19 v Česku.

## TJ Slovan Bzenec „B“
TJ Slovan Bzenec „B“ je rezervním týmem Bzence, který byl obnoven před sezonou 2022/23 a od sezony 2023/24 nastupuje v Okresním přeboru Hodonínska (8. nejvyšší soutěž).

### Umístění v jednotlivých sezonách
Stručný přehled
- 2005–2006: Základní třída Hodonínska – sk. B
- 2006–2010: Okresní soutěž Hodonínska – sk. B
- 2010–2011: Okresní přebor Hodonínska
- 2011–2014: Okresní soutěž Hodonínska – sk. B
- 2014–2016: Okresní přebor Hodonínska
- 2016–2022: Bez soutěže
- 2022–2023: Okresní soutěž Hodonínska – sk. B
- 2023– : Okresní přebor Hodonínska

Jednotlivé ročníky
Legenda: Z – zápasy, V – výhry, R – remízy, P – porážky, VG – vstřelené góly, OG – obdržené góly, +/− – rozdíl skóre, B – body, červené podbarvení – sestup, zelené podbarvení – postup, fialové podbarvení – reorganizace, změna skupiny či soutěže
| Česko (2005 – 2016) |                                                             |                                                             |                                                             |                                                             |                                                             |                                                             |                                                             |                                                             |                                                             |                                                             |                                                             |
| Sezóny              | Liga                                                        | Úroveň                                                      | Z                                                           | V                                                           | R                                                           | P                                                           | VG                                                          | OG                                                          | +/−                                                         | B                                                           | Pozice                                                      |
| 2005/06             | Základní třída Hodonínska – sk. B                           | 10                                                          | 24                                                          | 17                                                          | 5                                                           | 2                                                           | 67                                                          | 26                                                          | +41                                                         | 56                                                          | 2.                                                          |
| 2006/07             | Okresní soutěž Hodonínska – sk. B                           | 9                                                           | 26                                                          | 11                                                          | 7                                                           | 8                                                           | 45                                                          | 38                                                          | +7                                                          | 40                                                          | 6.                                                          |
| 2007/08             | Okresní soutěž Hodonínska – sk. B                           | 9                                                           | 26                                                          | 9                                                           | 4                                                           | 13                                                          | 41                                                          | 61                                                          | −20                                                         | 31                                                          | 11.                                                         |
| 2008/09             | Okresní soutěž Hodonínska – sk. B                           | 9                                                           | 26                                                          | 15                                                          | 3                                                           | 8                                                           | 70                                                          | 44                                                          | +26                                                         | 48                                                          | 4.                                                          |
| 2009/10             | Okresní soutěž Hodonínska – sk. B                           | 9                                                           | 26                                                          | 19                                                          | 4                                                           | 3                                                           | 92                                                          | 38                                                          | +54                                                         | 61                                                          | 2.                                                          |
| 2010/11             | Okresní přebor Hodonínska                                   | 8                                                           | 26                                                          | 8                                                           | 2                                                           | 16                                                          | 47                                                          | 67                                                          | −20                                                         | 26                                                          | 13.                                                         |
| 2011/12             | Okresní soutěž Hodonínska – sk. B                           | 9                                                           | 26                                                          | 17                                                          | 4                                                           | 5                                                           | 87                                                          | 46                                                          | +41                                                         | 55                                                          | 2.                                                          |
| 2012/13             | Okresní soutěž Hodonínska – sk. B                           | 9                                                           | 26                                                          | 11                                                          | 6                                                           | 9                                                           | 80                                                          | 62                                                          | +18                                                         | 39                                                          | 6.                                                          |
| 2013/14             | Okresní soutěž Hodonínska – sk. B                           | 9                                                           | 26                                                          | 19                                                          | 0                                                           | 7                                                           | 86                                                          | 36                                                          | +50                                                         | 57                                                          | 1.                                                          |
| 2014/15             | Okresní přebor Hodonínska                                   | 8                                                           | 26                                                          | 9                                                           | 3                                                           | 14                                                          | 45                                                          | 58                                                          | −13                                                         | 30                                                          | 10.                                                         |
| 2015/16             | Okresní přebor Hodonínska                                   | 8                                                           | 26                                                          | 9                                                           | 4                                                           | 13                                                          | 63                                                          | 62                                                          | +1                                                          | 31                                                          | 11.                                                         |
| 2016–2022           | V tomto období nebylo B-mužstvo přihlášeno v žádné soutěži. | V tomto období nebylo B-mužstvo přihlášeno v žádné soutěži. | V tomto období nebylo B-mužstvo přihlášeno v žádné soutěži. | V tomto období nebylo B-mužstvo přihlášeno v žádné soutěži. | V tomto období nebylo B-mužstvo přihlášeno v žádné soutěži. | V tomto období nebylo B-mužstvo přihlášeno v žádné soutěži. | V tomto období nebylo B-mužstvo přihlášeno v žádné soutěži. | V tomto období nebylo B-mužstvo přihlášeno v žádné soutěži. | V tomto období nebylo B-mužstvo přihlášeno v žádné soutěži. | V tomto období nebylo B-mužstvo přihlášeno v žádné soutěži. | V tomto období nebylo B-mužstvo přihlášeno v žádné soutěži. |
| 2022/23             | Okresní soutěž Hodonínska – sk. C                           | 9                                                           | 20                                                          | 17                                                          | 2                                                           | 1                                                           | 97                                                          | 15                                                          | +82                                                         | 53                                                          | 2.                                                          |
| 2023/24             | Okresní přebor Hodonínska                                   | 8                                                           | 26                                                          | 12                                                          | 3                                                           | 11                                                          | 56                                                          | 53                                                          | +3                                                          | 39                                                          | 4.                                                          |
| 2024/25             | Okresní přebor Hodonínska                                   | 8                                                           | 26                                                          | 15                                                          | 5                                                           | 6                                                           | 90                                                          | 56                                                          | +34                                                         | 50                                                          | 4.                                                          |

Poznámky:
- 2005/06: Postoupilo taktéž vítězné mužstvo FC Nesyt Hodonín.[20]
- 2009/10: Postoupilo taktéž vítězné mužstvo TJ Jiskra Strážnice.[24]
- 2022/23: Postoupilo taktéž vítězné mužstvo TJ Sokol Kněždub.[28]

## TJ Slovan Bzenec „C“
TJ Slovan Bzenec „C“ byl druhým rezervním týmem Bzence, který v sezoně 2010/11 hrál v Hodonínské základní třídě (nejnižší soutěž).

### Umístění v jednotlivých sezonách
Stručný přehled
- 2010–2011: Základní třída Hodonínska – sk. B

Jednotlivé ročníky
Legenda: Z – zápasy, V – výhry, R – remízy, P – porážky, VG – vstřelené góly, OG – obdržené góly, +/− – rozdíl skóre, B – body, červené podbarvení – sestup, zelené podbarvení – postup, fialové podbarvení – reorganizace, změna skupiny či soutěže
| Česko (2010 – 2011) |                                   |        |    |    |   |    |    |    |     |    |        |
| Sezóny              | Liga                              | Úroveň | Z  | V  | R | P  | VG | OG | +/− | B  | Pozice |
| 2010/11             | Základní třída Hodonínska – sk. B | 10     | 26 | 10 | 5 | 11 | 43 | 52 | −9  | 35 | 9.     |